# Яковлев, Илья Степанович
Илья Степанович Яковлев (8 октября 1914 — 26 мая 1945) — советский военнослужащий, участник Великой Отечественной войны, полный кавалер ордена Славы, автоматчик моторизированного батальона автоматчиков 65-й танковой бригады 11-го танкового корпуса, младший сержант — на момент представления к награждению орденом Славы 1-й степени.

## Биография
Родился в 1914 году в селе Кокорино Верхнеудинского уезда Забайкальской области.
В 1942 году был призван в Красную Армию Свободненским райвоенкоматом Хабаровского края. С того же года на фронте.
20 июля 1944 года в составе подразделения пулеметчик красноармеец Яковлев форсировал реку Западный Буг в районе поселка Опалин. В бою на плацдарме под огнём противника подносил патроны, обеспечил бесперебойное снабжение ими пулеметных расчетов, что позволило нанести врагу существенный урон. Приказом от 27 июля 1944 года красноармеец Яковлев Илья Степанович награждён орденом Славы 3-й степени
2 февраля 1945 года в боях за населенный пункт Треттин автоматчик моторизированного батальона автоматчиков рядовой Яковлев, отбивая с другими бойцами контратаки, подбил гранатами танк. Одним из первых ворвавшись в населенный пункт, истребил более 10 солдат противника, участвовал в пленении вражеских пехотинцев. Приказом от 25 марта 1945 года красноармеец Яковлев Илья Степанович награждён орденом Славы 2-й степени.
20 апреля 1945 года в бою за населенный пункт Коэнштейн младший сержант Яковлев истребил расчет противотанковой пушки, чем помог продвижению наших танков. В этом бою Яковлев уничтожил также 3 и взял в плен 2 противников. За это бой младший сержант Яковлев был представлен к награждению орденом Славы 1-й степени. Высокую награду воин получить не успел.
В боях на улицах Берлина 30 апреля он был тяжело ранен. Скончался в госпитале уже после Победы 26 мая 1945 года. Был похоронен на братском кладбище в местечке Зеллин, северо-западнее города Нойдамм.
Указом Президиума Верховного Совета СССР от 31 мая 1945 года за исключительное мужество, отвагу и бесстрашие, проявленные в боях с вражескими захватчиками, младший сержант Яковлев Илья Степанович награждён орденом Славы 1-й степени. Стал полным кавалером ордена Славы.